# Micropterus notius
A Micropterus notius a sugarasúszójú halak (Actinopterygii) osztályának sügéralakúak (Perciformes) rendjébe, ezen belül a díszsügérfélék (Centrarchidae) családjába tartozó faj.

## Előfordulása
A Micropterus notius előfordulási területe az észak-amerikai kontinensen levő Amerikai Egyesült Államokban van, ennek az országnak az egyik endemikus hala. Georgia és Florida államok területein lévő Suwannee- és Ochlockonee-folyórendszerek lakója.

## Megjelenése
Ez a hal általában 21,3 centiméter hosszú, azonban 40 centiméteresre és 1,8 kilogrammosra is megnőhet.

## Életmódja
Szubtrópusi, édesvízi halfaj, amely a mederfenék közelében él. A köves aljzatot kedveli, a sebesebb vizeket sem veti meg.

## Felhasználása
Ezt a halat, csak a sporthorgászok fogják ki.